# Municipio de French Lick
El municipio de French Lick (en inglés: French Lick Township) es un municipio ubicado en el condado de Orange en el estado estadounidense de Indiana. En el año 2010 tenía una población de 4699 habitantes y una densidad poblacional de 33,56 personas por km².

## Geografía
El municipio de French Lick se encuentra ubicado en las coordenadas 38°32′43″N 86°36′41″O / 38.54528, -86.61139. Según la Oficina del Censo de los Estados Unidos, el municipio tiene una superficie total de 140.04 km², de la cual 139,46 km² corresponden a tierra firme y (0,41 %) 0,57 km² es agua.

## Demografía
Según el censo de 2010, había 4699 personas residiendo en el municipio de French Lick. La densidad de población era de 33,56 hab./km². De los 4699 habitantes, el municipio de French Lick estaba compuesto por el 93,23 % blancos, el 2,79 % eran afroamericanos, el 0,34 % eran amerindios, el 0,62 % eran asiáticos, el 0,55 % eran de otras razas y el 2,47 % eran de una mezcla de razas. Del total de la población el 1,6 % eran hispanos o latinos de cualquier raza.